# Mark D. Espinoza
Mark Damon Espinoza, född 24 juni 1960 i Beaumont i Texas, är en amerikansk skådespelare. Han har bland annat spelat Jesse Vasquez i TV-serien Beverly Hills. I serien gifter han sig och får en dotter med Andrea Zuckerman, spelad av Gabrielle Carteris.